# Kevin Sites

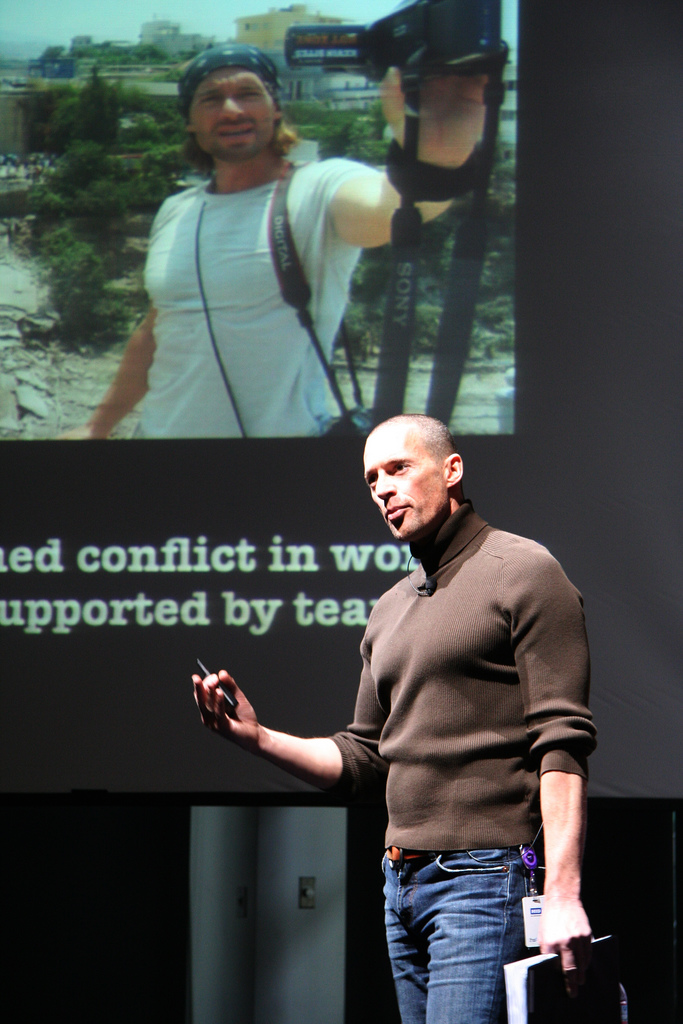
Kevin Sites en 2008.

Kevin Sites es un escritor estadounidense y freelance periodista. Ha pasado casi una década cubriendo guerras y desastres globales para ABC, NBC, CNN y Yahoo! Noticias. Apodado por la prensa especializada como el "abuelo" de periodistas de "mochila", Sites ayudó a forjar el camino para reporteros intrépidos que trabajan solos, que llevan solamente una mochila de la tecnología digital portátil para disparar, escribir, editar y transmitir informes multimedia de los lugares más peligrosos del mundo. Su primer libro,. ' En la Zona caliente: Un hombre, un año, veinte guerras (Harper Perennial-October 2007) comparte su esfuerzo para poner un rostro humano a un conflicto global, informando de todas las zonas de guerra importantes en un año.
En 2009, Sites era uno de los cuatro miembros del reparto de la serie de televisión Expedición África  en History Channel. La serie de ocho capítulos, siguió a Sites y  a tres exploradores, ya que volvieron sobre el viaje de Henry Morton Stanley en su búsqueda para encontrar David Livingstone. Fue este viaje que supuestamente terminó con la famosa frase, "Dr. Livingstone, supongo?"

## Antecedentes y carrera periodística
Mientras Sites pasó la mayor parte de su carrera en la producción y presentación de informes de noticias para la cadena de televisión  en ABC, NBC y CNN, dejó las redes para Internet en 2005, contratado por Yahoo! para ser su primer corresponsal de Yahoo! Noticias. Pasó un año viajando a las principales zonas de guerra en el mundo, la presentación de informes para su sitio web "Kevin Sites en la zona caliente", único en el momento de su mezcla multimedia de texto, vídeo e imágenes fijas en su narración.
Como pionero del método "Sojo" de solista periodismo / periodismo video, o el periodismo de "mochila", Sites ayudó a impulsar la idea de corresponsal digital moderna, móvil, viajando e informando sin tripulación, llevando una mochila de la tecnología digital portátil para escribir, filmar y transmitir sus informes multimedia.
Las Asignaciones de Sites lo han llevado a casi todas las regiones del mundo, incluyendo África, el Medio Oriente, el sudeste de Asia, Asia Central, América del Sur y Europa del Este.
Sites creció en Ohio y en la actualidad vive en Hong Kong. Actualmente es profesor en el Centro de Estudios de Periodismo y Medios de Comunicación de la Universidad de Hong Kong enseñando programas de licenciatura y maestría.

## Reportando desde el Medio Oriente
El 11 de abril de 2003, como corresponsal de CNN, Sities fue capturado en  Irak por la milicia de  Saddam Saddam Hussein. Un día después de que fue capturado, su traductor kurdo, negoció su liberación. 
En noviembre de 2004, como un periodista incrustado corresponsal de NBC, grabó un Barco Marinos de los Estados Unidos,  disparar y matar a un herido y aparentemente desarmado iraquí, cautivo tendido en el suelo en una mezquita de Faluya. Después de que el material fue lanzado a la cadena de televisión, todas las cadenas de televisión estadounidenses censuraron el rodaje, mientras que otros medios internacionales difundieron la versión sin cortes. Sites recibió tanto mensajes de adulación así como  de odio por grabar el video. En su libro, Sites dice que inicialmente apoyó censurar el video para evitar una posible reacción violenta, pero escribe que rápidamente se dio cuenta de que era una decisión equivocada y ayudó a confundir a la opinión pública estadounidense al no darles el contexto completo de los disparos a través de la censura cinta de video. Pocos días después del tiroteo, reportaron la historia de nuevo en su blog personal, dando cuenta detallada de lo que presenció y explicando sus razones para liberar el video. La Marina no fue acusado en el tiroteo, y otras investigaciones se convirtieron en imposible cuando un avión de la Infantería de Marina destruyó la mezquita a los pocos días. Un portavoz de la Marina dice que no fue atacado deliberadamente. .

## Kevin Sites en la zona caliente
A finales de 2005, Sites dispuso a cubrir cada zona de guerra en el mundo para Yahoo! News. La cobertura fue publicado en un sitio web llamado "Kevin Sites en la zona caliente". De acuerdo a la página de Hot Zone, la misión en otros países 'era para cubrir todos los conflictos armados en el mundo dentro de un año, y al hacerlo, para proporcionar una idea clara de los combatientes, víctimas, causas, y los costos de cada una de estas luchas - y su impacto global ".
El proyecto Zona Caliente concluyó con cobertura en otros países 'del conflicto entre Israel y Hezbolá de 2006. En la actualidad, las actualizaciones en las historias y los temas de zona caliente se publican periódicamente en la página Hot Zone. Mensajes recientes incluyen una actualización sobre historia más popular en otros países 'de la zona caliente, un informe sobre una novia niña afgana.

## Premios y reconocimientos
Sites fue seleccionado recientemente como Nieman Fellow 2010, una prestigiosa beca de periodismo en la Universidad de Harvard. En septiembre de 2008, Sites se adjudicó Manchester College 2008 como el Innovador del año. En 2007, Sites ganó un Premio Nacional Headliner para Independiente Online Journalism, un Webby por su cobertura de vídeo del conflicto entre Israel y Hezbolá, y una mención de excelencia de la Club de Prensa Extranjera a la mejor cobertura de red de los asuntos internacionales.
Sitios fue honrado con el Premio Payne para la Ética en el Periodismo por el video mezquita, y fue nominado, además, para el Premio Emmy nacional. Sites, también fue honrado por Wired revista, recibiendo el Premio RAVE de la revista por su blog popular. También fue galardonado con el Premio Daniel Pearl, por el coraje y la integridad en el periodismo, por el diario Los Angeles Press Club en 2006.
Ganó el Premio Edward R. Murrow en 1999 por sus contribuciones a la cobertura de NBC de la guerra en Kosovo.
Sites es a menudo citado por el expresentador de la CNN Daryn Kagan en historias de los medios como su inspiración para poner en marcha su página web homónima, Daryn Kagan.com.  (enlace roto disponible en Internet Archive; véase el historial, la primera versión y la última).